# خور (سويسرا)

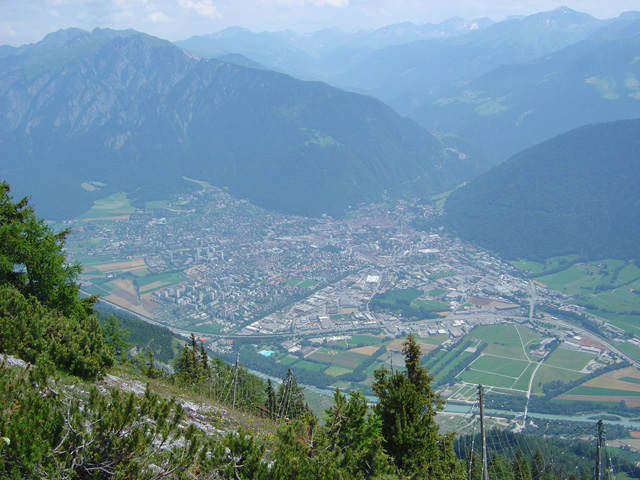
منظر مطل على مدينة خور

خور (Chur) عاصمة كانتون غراوبوندن السويسري، وتقع في الجزء الشمالي من الكانتون.
عدد قاطني مدينة خور يناهز 36 ألف سكان . ووفقا لتعداد عام 2000 ، فإنه يتحدث 81.0 ٪ منهم اللغة الألمانية ، و 5.4 ٪ اللغة الرومانشية و 5.1 ٪ اللغة الإيطالية . وصل عدد من الأجانب في عام 2002 إلى 17.6 ٪.

## المناخ
يظهر الجدول التالي التغييرات المناخية على مدار السنة لخور:
| البيانات المناخية لـخور            | البيانات المناخية لـخور | البيانات المناخية لـخور | البيانات المناخية لـخور | البيانات المناخية لـخور | البيانات المناخية لـخور | البيانات المناخية لـخور | البيانات المناخية لـخور | البيانات المناخية لـخور | البيانات المناخية لـخور | البيانات المناخية لـخور | البيانات المناخية لـخور | البيانات المناخية لـخور | البيانات المناخية لـخور |
| الشهر                              | يناير                   | فبراير                  | مارس                    | أبريل                   | مايو                    | يونيو                   | يوليو                   | أغسطس                   | سبتمبر                  | أكتوبر                  | نوفمبر                  | ديسمبر                  | المعدل السنوي           |
| ---------------------------------- | ----------------------- | ----------------------- | ----------------------- | ----------------------- | ----------------------- | ----------------------- | ----------------------- | ----------------------- | ----------------------- | ----------------------- | ----------------------- | ----------------------- | ----------------------- |
| متوسط درجة الحرارة الكبرى °م (°ف)  | 4.8 (40.6)              | 6.4 (43.5)              | 11.2 (52.2)             | 15.1 (59.2)             | 20.0 (68.0)             | 22.7 (72.9)             | 24.9 (76.8)             | 24.1 (75.4)             | 20.0 (68.0)             | 16.1 (61.0)             | 9.5 (49.1)              | 5.3 (41.5)              | 15.0 (59.0)             |
| المتوسط اليومي °م (°ف)             | 0.7 (33.3)              | 1.8 (35.2)              | 5.9 (42.6)              | 9.7 (49.5)              | 14.3 (57.7)             | 17.1 (62.8)             | 19.1 (66.4)             | 18.5 (65.3)             | 14.8 (58.6)             | 10.8 (51.4)             | 5.2 (41.4)              | 1.7 (35.1)              | 10.0 (50.0)             |
| متوسط درجة الحرارة الصغرى °م (°ف)  | −2.6 (27.3)             | −2.0 (28.4)             | 1.6 (34.9)              | 4.6 (40.3)              | 8.9 (48.0)              | 11.8 (53.2)             | 13.8 (56.8)             | 13.7 (56.7)             | 10.3 (50.5)             | 6.6 (43.9)              | 1.7 (35.1)              | −1.4 (29.5)             | 5.6 (42.1)              |
| الهطول مم (إنش)                    | 51 (2.0)                | 47 (1.9)                | 55 (2.2)                | 49 (1.9)                | 71 (2.8)                | 93 (3.7)                | 109 (4.3)               | 112 (4.4)               | 81 (3.2)                | 56 (2.2)                | 70 (2.8)                | 55 (2.2)                | 849 (33.4)              |
| متوسط تساقط الثلوج سم (إنش)        | 34.0 (13.4)             | 24.7 (9.7)              | 10.3 (4.1)              | 1.5 (0.6)               | 0.4 (0.2)               | 0.0 (0.0)               | 0.0 (0.0)               | 0.0 (0.0)               | 0.1 (0.0)               | 0.1 (0.0)               | 10.0 (3.9)              | 20.6 (8.1)              | 101.7 (40.0)            |
| متوسط أيام هطول الأمطار (≥ 1.0 mm) | 7.3                     | 6.6                     | 8.1                     | 7.5                     | 9.9                     | 11.2                    | 11.0                    | 11.2                    | 8.4                     | 7.0                     | 8.5                     | 7.9                     | 104.6                   |
| متوسط الأيام المثلجة (≥ 1.0 cm)    | 4.8                     | 3.9                     | 2.5                     | 0.4                     | 0.1                     | 0.0                     | 0.0                     | 0.0                     | 0.0                     | 0.0                     | 1.6                     | 4.1                     | 17.4                    |
| متوسط الرطوبة النسبية (%)          | 73                      | 70                      | 65                      | 63                      | 64                      | 67                      | 68                      | 71                      | 73                      | 73                      | 74                      | 75                      | 70                      |
| ساعات سطوع الشمس الشهرية           | 97                      | 112                     | 139                     | 147                     | 169                     | 177                     | 203                     | 185                     | 155                     | 135                     | 93                      | 81                      | 1٬692                   |
| المصدر: MeteoSwiss                 |                         |                         |                         |                         |                         |                         |                         |                         |                         |                         |                         |                         |                         |

## توأمة
لخور (سويسرا) اتفاقيات توأمة مع كل من:
- باد هومبورغ (فور در هوهه)
- Mondorf-les-Bains [الإنجليزية]‏
- كابورج
- مايرهوفن
- أولاث
- تيراتشينا
- Engstingen [الإنجليزية]‏

## معرض صور

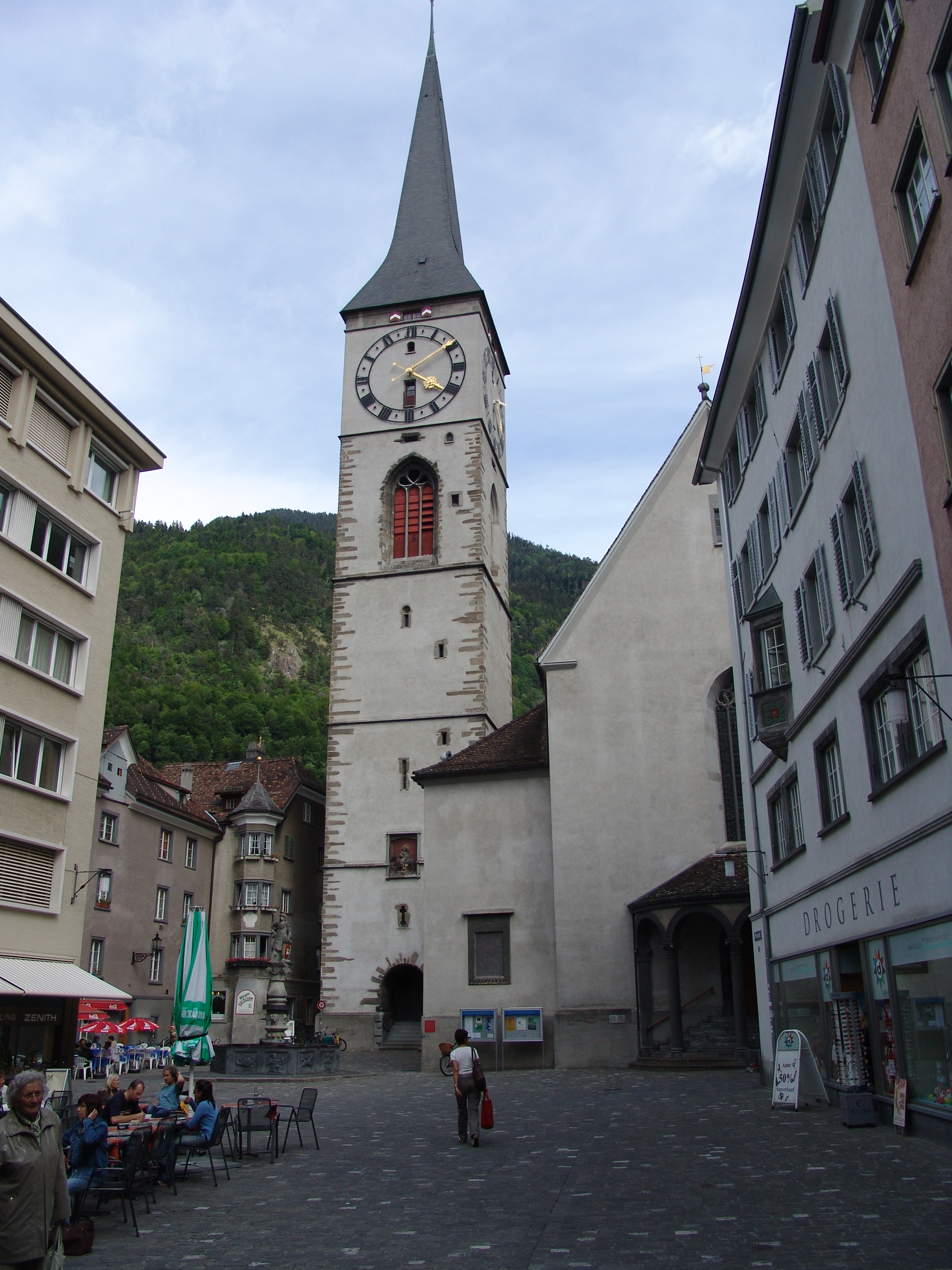
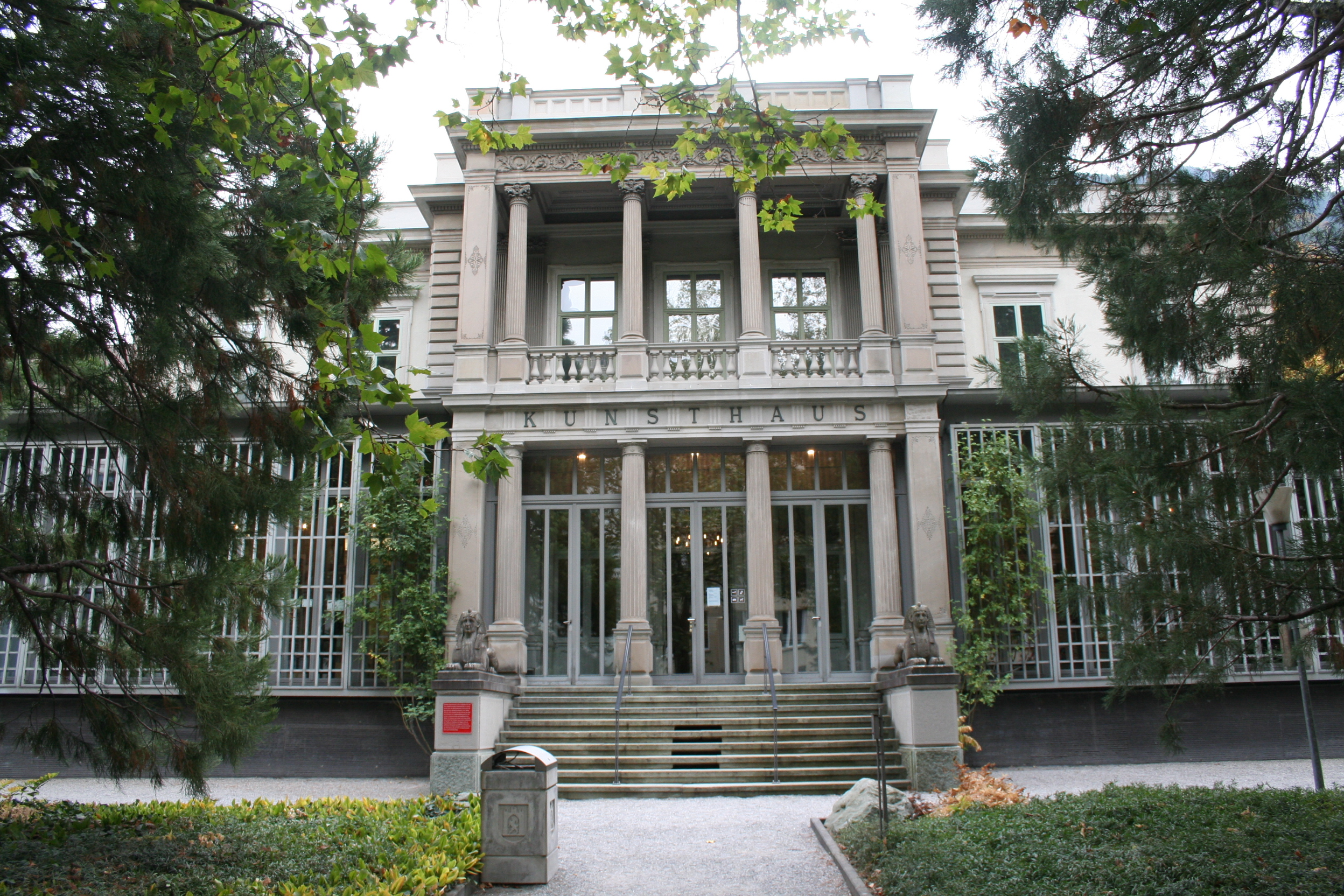
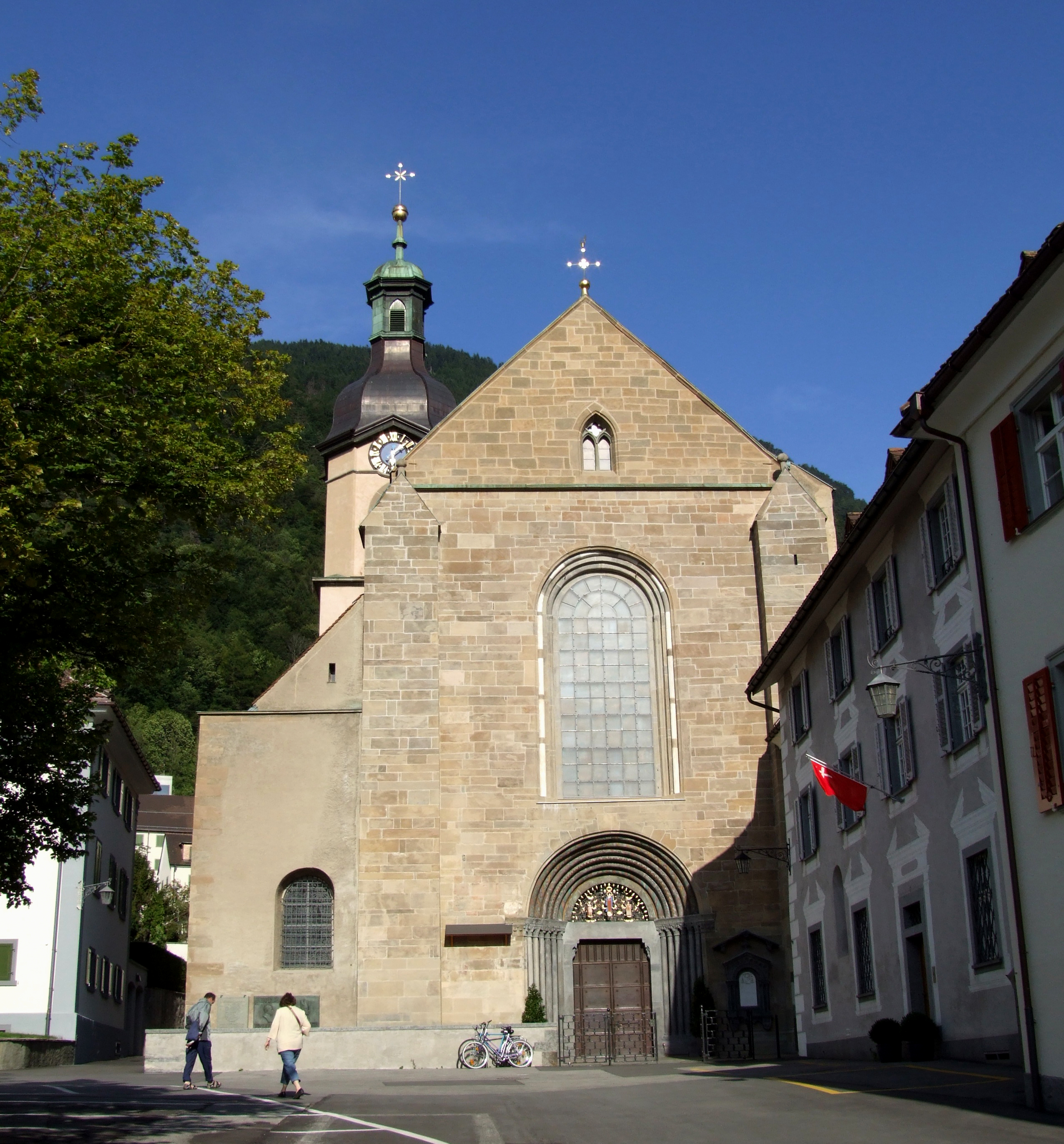
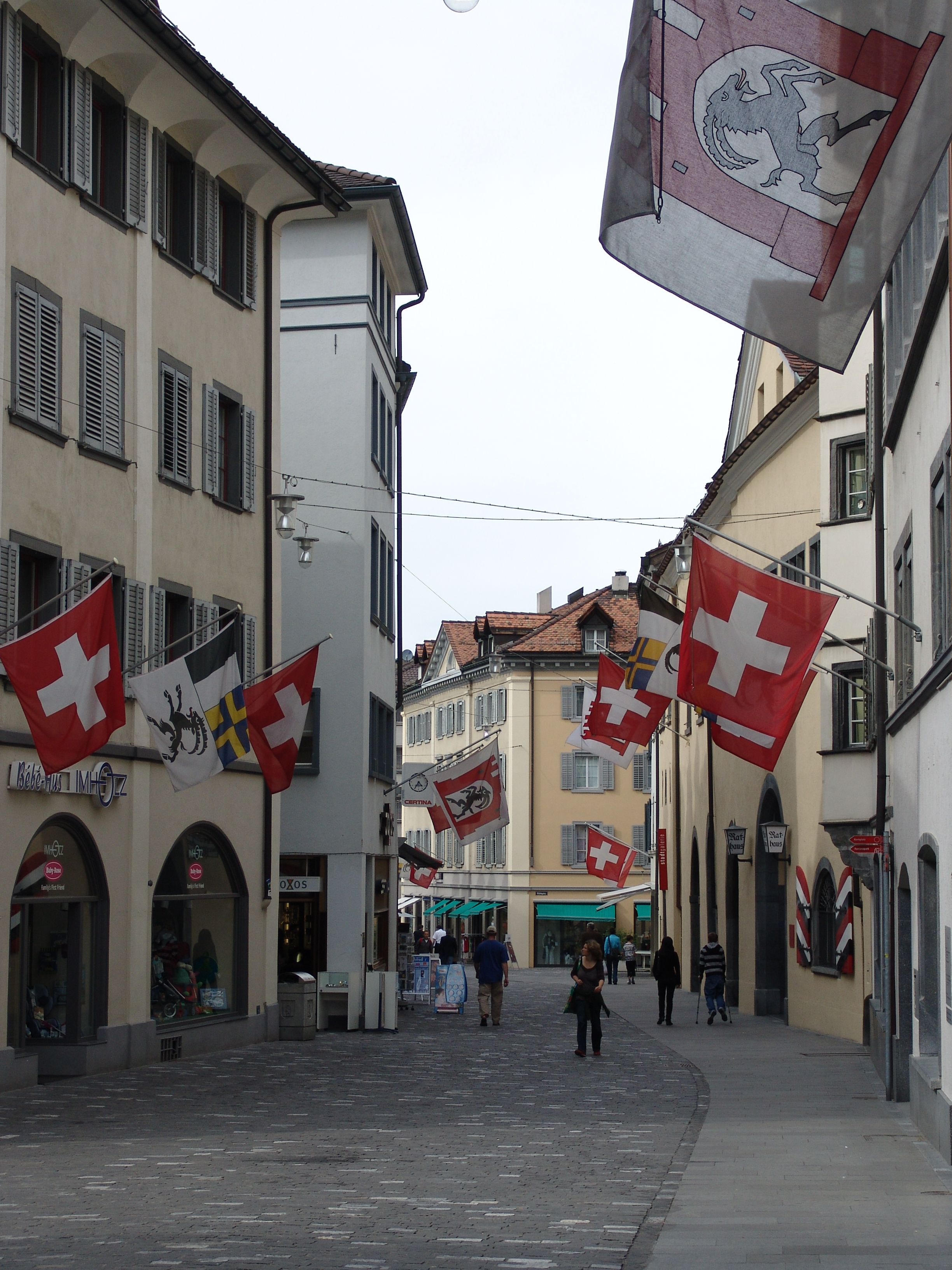
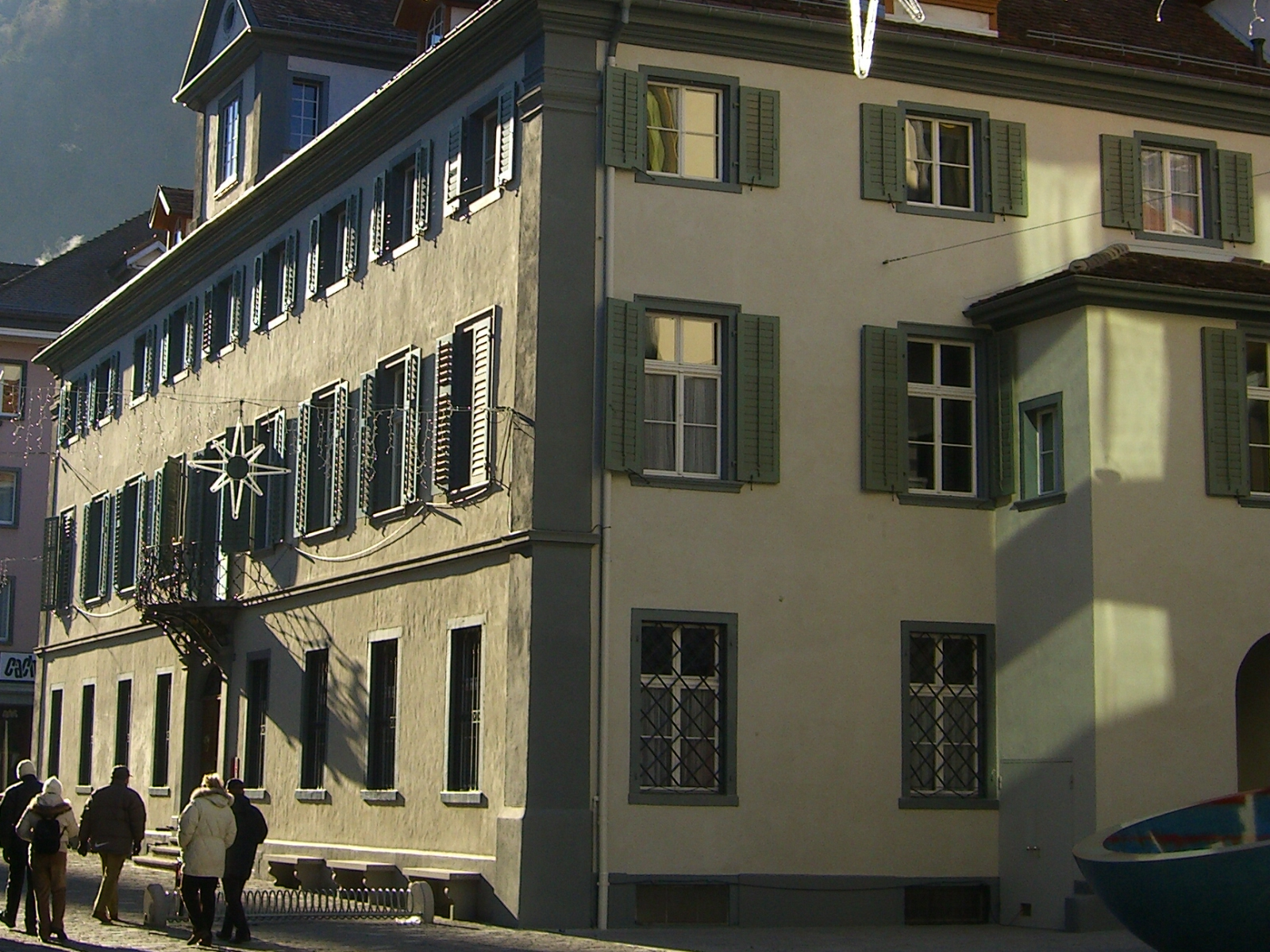
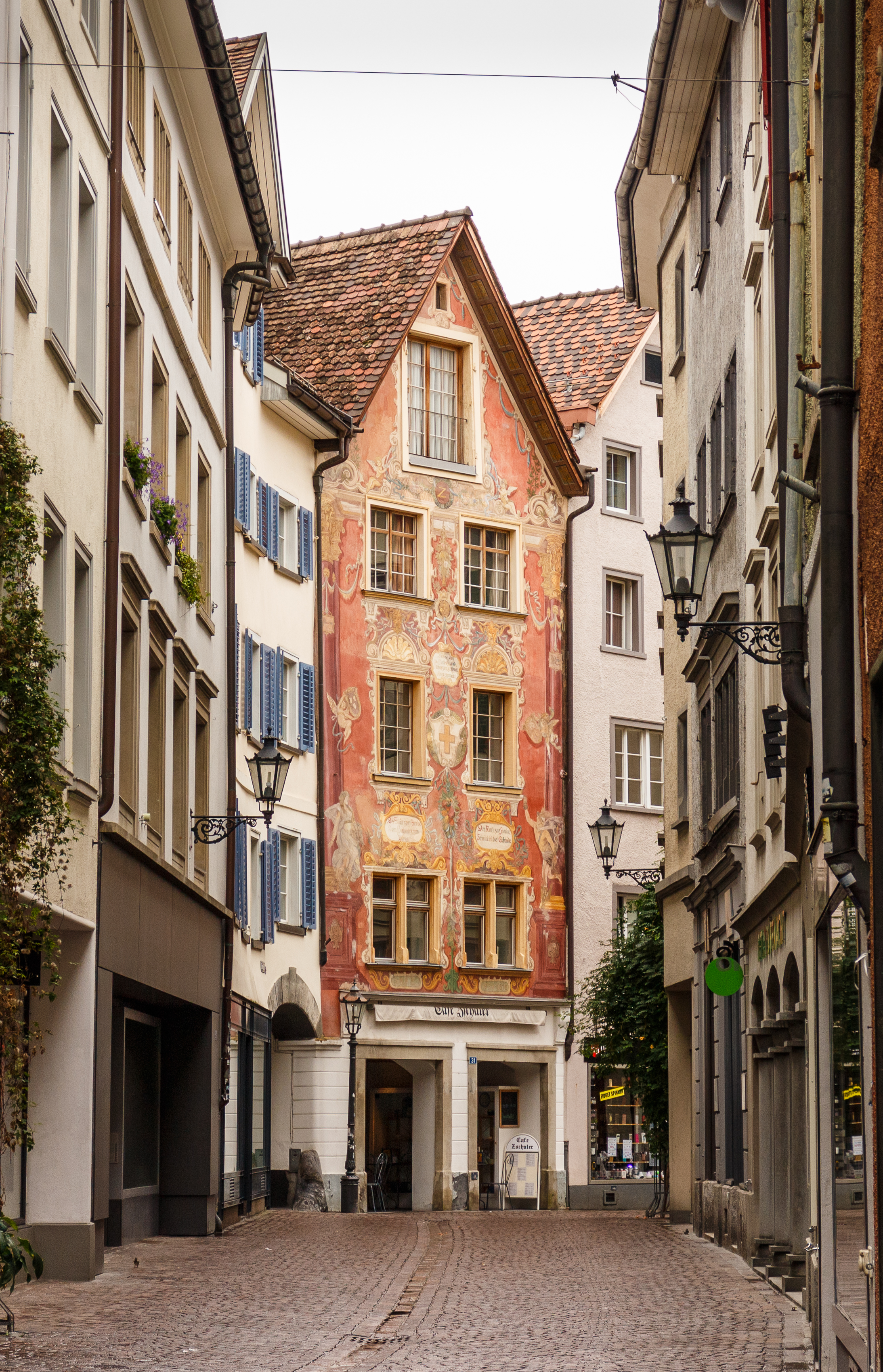

## أعلام
- كورت هوبر
- هانز رودولف جيجر
- ماكس ديفرينت
- هاري كلارك
- أوسكار بيير
- أنجيليكا كوفمان
- ألبرتو جياكوميتي
- ماريو فريك
- غوتفريد لودفيغ ثيوبالد
- ريكو بيانكي